# 와일드 씽 (영화)
《와일드 씽》(Wild Things)은 미국에서 제작된 존 맥노튼 감독의 1998년 스릴러, 미스터리 네오누아르 영화이다. 케빈 베이컨 등이 주연으로 출연하였고 스티븐 A. 존스 등이 제작에 참여하였다.

## 출연

### 주연
- 케빈 베이컨
- 맷 딜런
- 니브 캠벨

### 조연
- 테레사 러셀
- 데니스 리차드
- 데프니 루빈 베가

## 기타
- Line PD: 스티븐 브라운
- 미술: 에드워드 T. 맥어보이
- 의상: 킴벌리 A. 틸먼
- 배역: 존 브레이스
- 배역: 린다 로위